# Ismail Abdullatif
Ismail Abdullatif (arabisch إسماعيل عبد اللطيف إسماعيل حسن, DMG Ismāʿīl ʿAbd al-Laṭīf Ismāʿīl Ḥasan; * 11. September 1986 in Muharraq) ist ein bahrainischer Fußballspieler. Er gehört mit zu den bahrainischen Nationalspielern mit den meisten Einsätzen, zudem hält er den Rekord an geschossenen Toren im Nationaldress.

## Karriere

### Klub
Aus der Jugend des al-Hala wechselte er zur Saison 2004/05 fest in die erste Mannschaft. Für die Laufzeit der Saisons 2007/08 und 2008/09 wurde er dann an al-Arabi in Kuwait verliehen. Nach seiner Rückkehr wurde er gleich für eine weitere Spielzeit zu al-Riffa verliehen. Ab Februar 2011 wechselte er schließlich fest in den Oman zu al-Nasr. Dort verblieb er aber nicht lange, sondern wechselte bereits im August des Jahres zurück in sein Heimatland, diesmal zum Muharraq Club.
Ab Januar 2013 verließ er das Land erneut und schloss sich in Katar al-Ahli an. Zur Saison 2013/14 ging seine Reise weiter und er wurde in Saudi-Arabien Teil des Kaders von al-Nahda. Im Januar 2014 ging seine Reise dann wieder einmal nach Kuwait, wo er nun für al-Salmiya spielte. Nach dem Ende der laufenden Spielzeit kehrte er wieder nach Bahrain zurück, um noch einmal für Muharraq zu spielen. Hier blieb er dann auch verhältnismäßig lange und fand erst zur Saison 2021/11 mit al-Khaldiya eine neue Station. Zuvor gewann er mit seinem Team noch den AFC Cup 2021.

### Nationalmannschaft
Seinen ersten bekannten Einsatz für die bahrainische A-Nationalmannschaft erhielt er am 27. Oktober 2005 bei einem 5:0-Freundschaftsspielsieg über Panama. Nach zwei weiteren Freundschaftsspielen stand er direkt im Turnierkader bei der Asienmeisterschaft 2007, wo er in zwei Gruppenspielen eingesetzt wurde. Zuvor erhielt er noch beim Golfpokal 2007 einen Einsatz. Anschließend folgten viele Einsätze bei Qualifikationsspielen für verschiedenste Turniere. Weitere kleinere Turniere waren später noch die Westasienmeisterschaft 2010 und der Golfpokal 2010. Sein nächstes größeres Turnier war anschließend dann die Asienmeisterschaft 2011, wo er wieder in zwei Gruppenspielen spielte. Das Jahr schloss er schließlich mit seiner Mannschaft bei den Panarabischen Spielen 2011 ab, wo er mit seinem Team im Finale gegen Jordanien obsiegen konnte und so das Turnier gewann.
Der Arabische Nationenpokal 2012 war dann im Sommer das nächste Turnier, wo er mit seiner Mannschaft die Gruppenphase aber nicht überstand. Zum Start des nächsten Jahres kam er dann noch zum Golfpokal 2013, bei dessen nächsten Ausgabe er ebenfalls spielte. Anschließend ging es weiter für ihn bei der Asienmeisterschaft 2015, bei der in den zwei Spielen für ihn in der Gruppenphase jeweils eine Niederlage erlebte.
Seine Einsätze wurden in den nächsten Jahren weniger und so kam er erst bei der Westasienmeisterschaft 2019 zu seinem nächsten Turnier. Zuletzt war er noch beim FIFA-Arabien-Pokal 2021 aktiv.